# Сергачёв, Виктор Николаевич
Ви́ктор Никола́евич Сергачёв (24 ноября 1934, Борзя, Читинская область — 26 февраля 2013, Москва) — советский и российский актёр театра и кино, театральный режиссёр. Народный артист РСФСР (1989). Один из актёров-организаторов Московского театра «Современник».

## Биография
Виктор Сергачёв родился 24 ноября 1934 года на станции Борзя (ныне город Забайкальского края) в рабочей семье.
После окончания средней школы поступил в школу-студию МХАТ (курс П. В. Массальского), которую окончил в 1956 году. Был принят в труппу Центрального театра Советской армии, в котором прослужил только один сезон: ещё в 1955 году Виктор Сергачёв стал одним из шести основателей театра «Современник». В 1957 году дебютировал в качестве режиссёра, поставив вместе с Олегом Ефремовым спектакль «В поисках радости» по пьесе В. Розова.
В 1971 году, вслед за Ефремовым, Сергачёв перешёл в Московский Художественный театр. После раздела театра в 1987 году служил в МХТ имени Чехова.
В кино Виктор Сергачёв дебютировал в 1954 году в эпизодической роли в фильме «Кортик» (в 1973 году снова принял участие в экранизации повести, в роли дяди Сени); первой заметной ролью стал участковый в фильме «Конец света» (1962).
Учитель Раздватрис в фильме 1966 года «Три толстяка» в исполнении Виктора Сергачёва — это пародия на руководящего советского идеолога Михаила Суслова (в интервью 1993 года актёр прямо подтвердил это; он откровенно пародировал манеру речи, манеру общения с аудиторией, крикливые лозунги («и это революционные танцы»), а особенно конформизм как типичные черты прирождённого чиновника). А. В. Баталов тоже признался в этом в интервью в 1989 году, именно эта пародия Виктора Сергачёва и вызвала многолетний конфликт А. В. Баталова с Михаилом Сусловым, который крайне негативно сказался на кинематографической судьбе актрисы Лины Бракните, исполнившей роль Суок в фильме «Три толстяка».
В 1993 году режиссёр Игорь Гостев в политический детектив «Серые волки» на роль Михаила Суслова пригласил именно Виктора Сергачёва.
В 1996 году во МХАТе поставил собственную инсценировку романа Ф. М. Достоевского «Преступление и наказание», сыграв в спектакле Автора и Порфирия Петровича.

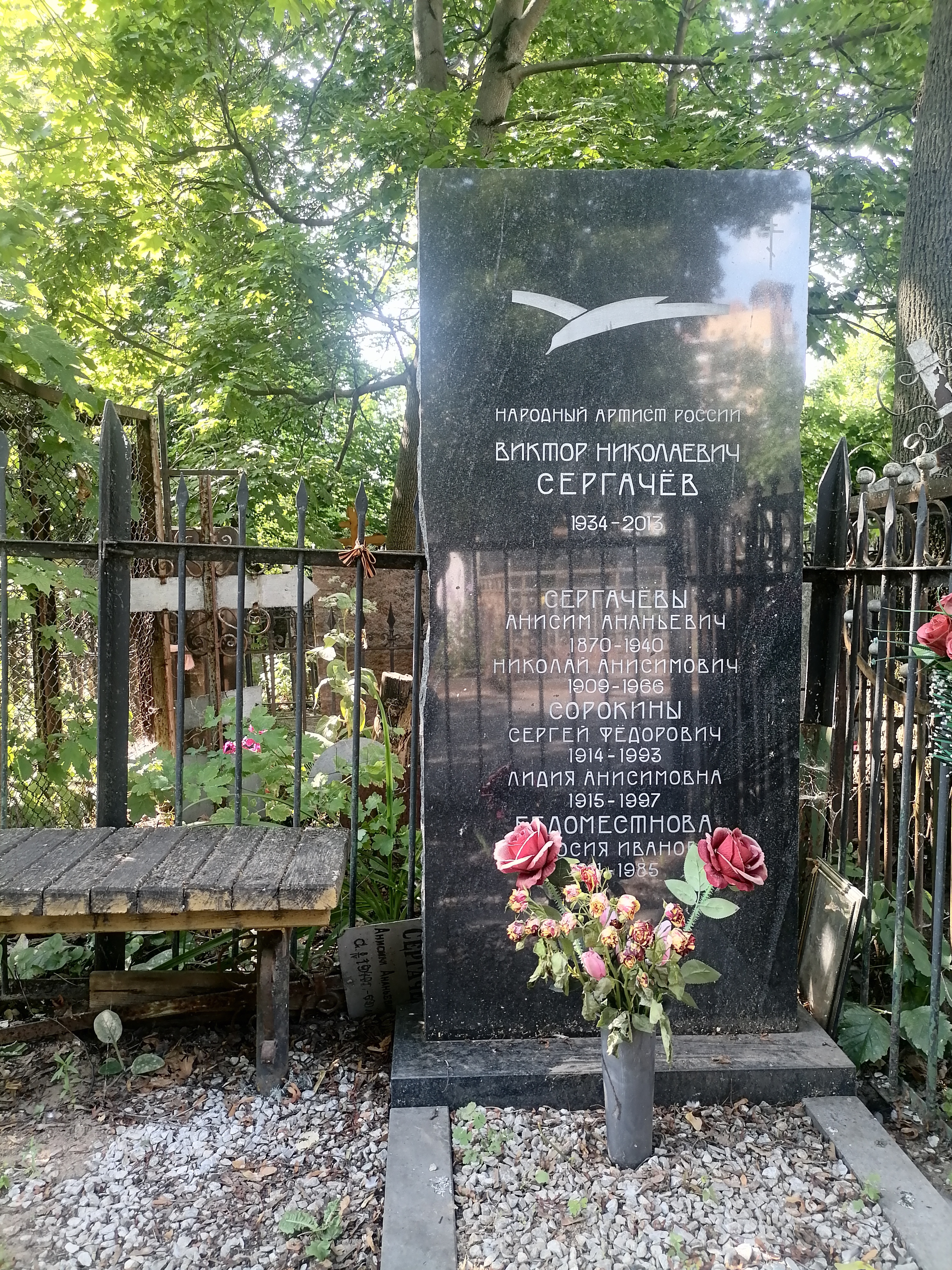
Могила на Ваганьковском кладбище

Умер 26 февраля 2013 года от разрыва аорты в НИИ имени Н. В. Склифосовского в Москве. 1 марта, после гражданской панихиды в МХТ, похоронен на Ваганьковском кладбище (участок № 14, Есенинская аллея).

## Признание и награды
- Почётное звание «Заслуженный артист РСФСР» (3 августа 1970 года) — за заслуги в области советского театрального искусства[7]
- Народный артист РСФСР (1989)
- Орден Дружбы (23 октября 1998 года) — за многолетнюю плодотворную деятельность в области театрального искусства и в связи со 100-летием Московского Художественного академического театра[8]
- Орден Почёта (13 февраля 2006 года) — за заслуги в области культуры и искусства, многолетнюю плодотворную работу[9]

## Творчество

### Роли в театре

#### «Современник»
- 1958 — «Два цвета» А. Зака и Н. Кузнецова — Пчёлкин
- «Голый король» Е. Л. Шварца — Министр нежных чувств
- «Белоснежка и семь гномов» — Среда
- «Традиционный сбор» В. С. Розова — Павел Козин
- «На дне» М. Горького — Андрей Митрич Клещ
- «Декабристы» Л. Г. Зорина — Никита Муравьёв
- «Большевики» М. Ф. Шатрова — А. Д. Цюрупа
- «Сирано де Бержерак» Э. Ростана — граф де Гиш
- «Оглянись во гневе» Д. Осборна — Джимми Портер

#### МХАТ СССР имени М. Горького
- «Старый Новый год» М. М. Рощина — Тесть
- «Медная бабушка» Л. Г. Зорина — Бенкендорф
- «Чайка» А. П. Чехова — Семён Семёнович Медведенко
- «Иванов» А. П. Чехова — Матвей Семёнович Шабельский
- «Дядя Ваня» А. П. Чехова — Илья Ильич Телегин
- «Вишнёвый сад» А. П. Чехова — Фирс

#### МХТ имени Чехова(2001—2004)
- 2001 — «Кабала святош» М. А. Булгакова (режиссёр: Адольф Шапиро) — Справедливый сапожник, королевский шут
- 2004 — «Белая гвардия» М. А. Булгакова (режиссёр: С. В. Женовач) — Максим, гимназический сторож

### Радиоспектакли
- 1981 — «Чайка» А. П. Чехов. Режиссёр: Олег Ефремов — Семён Семёнович Медведенко
- «В погоне за метеором» Ж. Верна.

### Режиссёрские работы
- 1957 — «В поисках радости» В. С. Розова[10]
- 1959 — «Два цвета» А. Г. Зака и И. К. Кузнецова
- 1965 — «Оглянись во гневе» Дж. Осборна
- 1996 — «Преступление и наказание», по роману Ф. М. Достоевского, инсценировка В. Сергачёва

### Роли в кино

#### Актёр
- 1962 — Конец света — Участковый
- 1962 — Увольнение на берег — Витя, студент
- 1962 — Мы вас любим — соавтор (фильм № 3 «Игрушечный директор»)
- 1963 — Сотрудник ЧК — Кузьма
- 1964 — Пядь земли — старший лейтенант
- 1965 — Время, вперёд! — инженер Семечкин
- 1965 — Строится мост — Кузьмин
- 1966 — Три толстяка — учитель танцев Раздватрис (нет в титрах)
- 1966 — Скверный анекдот — регистратор Порфирий Пселдонимов
- 1967 — Три тополя на Плющихе — жених Нины
- 1967 — Скуки ради — Николай Петрович
- 1967 — Штрихи к портрету В. И. Ленина (Фильм № 1: «Поимённое голосование») — В. Володарский
- 1969 — Дворянское гнездо — Владимир Николаевич Паншин
- 1969 — Тоска (короткометражный)
- 1970 — В лазоревой степи — Прохор (фильм № 2 «Червоточина»)
- 1970 — Денискины рассказы — Грустный клоун
- 1970 — Дети (короткометражный) — пассажир
- 1970 — Карусель — Миша Бобов (новелла «Благодарный»)
- 1970 — Эксперимент — отец Юры
- 1971 — Шутите? — учитель по прозвищу «Циркуль» (эпизод «Иначе мы пропали»)
- 1971 — Поженились старик со старухой (короткометражный) — Волков
- 1972 — Стоянка поезда — две минуты — Главврач
- 1972 — Моя жизнь — Иван Чепраков
- 1972 — На дне (телеспектакль) — Клещ, Андрей Митрич
- 1972 — Страдания молодого Геркулесова (короткометражный)
- 1972 — Записки Пиквикского клуба (телеспектакль) — судья
- 1972 — Былое и думы — отец Александра Герцена
- 1973 — Кортик — дядя Сеня
- 1973 — Цемент
- 1973 — Эта весёлая планета — Икс, командир инопланетного космического корабля
- 1974 — Пятёрка за лето — Сергей Николаевич Ефремов, начальник пионерского лагеря
- 1974 — Премия — Роман Кириллович Любаев, инженер по технике безопасности
- 1974 — Иван да Марья — поэт Петя
- 1975 — Пропавшая экспедиция — Ефим Суббота, хозяин постоялого двора
- 1975 — Бегство мистера Мак-Кинли — Жак-Поль Кокильон
- 1975 — Меняю собаку на паровоз — Михаил Племянников, папа Алика
- 1975 — Цемент
- 1976 — Золотая речка — Ефим Суббота
- 1976 — Принцесса на горошине — Глашатай
- 1976 — 100 грамм для храбрости — докладчик (новелла «Какая наглость»)
- 1976 — В одном микрорайоне (телеспектакль) — Николаев
- 1976 — Ну, публика! (телеспектакль) — кондуктор
- 1976 — Степной король Лир (телеспектакль) — Гаврила Федулович Житков, отставной армейский майор
- 1977 — Отклонение — ноль — муж Аси
- 1977 — Смешные люди! — Михаил Иванович, Его Превосходительство
- 1977 — Чеховские страницы — дьячок («Канитель»)
- 1977 — Фантазии Веснухина — стекольщик
- 1977 — Джентльмены, которым не повезло (телеспектакль) — Мистер Джон МакКасски
- 1978 — Мальчишки — начальник цеха
- 1978 — Бархатный сезон — Жорж Гринье, фашистский лидер
- 1978 — Подарок чёрного колдуна — Пугало
- 1979 — С любовью пополам — Полупанов, прораб
- 1979 — Неожиданный финал (короткометражный).
- 1979—1981 — Этот фантастический мир (выпуски 1—5) — Гость
- 1980 — По данным уголовного розыска… — уголовник Фомин («Сутулый»)
- 1981 — Иванов (телеспектакль) — Косых Дмитрий Никитич, акцизный
- 1982 — Кафедра — Кравцов
- 1982 — Человек, который закрыл город — Пименов, председатель горисполкома
- 1983 — Безумный день инженера Баркасова — электрик
- 1983 — Анна Павлова — Теляковский, директор Императорских театров
- 1983 — Человек из страны Грин — Баркет
- 1984 — Мёртвые души — зять Мижуев
- 1984 — Человек-невидимка — Джордж Холл
- 1985 — Неудобный человек — Харитонов
- 1985 — Перед самим собой — Дмитрий Николаевич Горский, композитор
- 1986 — Михайло Ломоносов — Берграт Генкель
- 1986 — На златом крыльце сидели — Кащей Бессмертный
- 1986 — Дождь будет (телеспектакль) — дядя Петра Звонарёва
- 1987 — В дебрях, где реки бегут… — Джед Хокинс
- 1987 — Разорванный круг — Борис Петрович Таганский, бывший ревизор
- 1987 — Доченька — Сергей Валентинович, следователь
- 1987 — Этот фантастический мир (выпуск 12 С роботами не шутят) — Альфред Лэннинг, доктор роботехники
- 1987 — Так победим! (телеспектакль) — член ЦК РКП(б) и Совнаркома
- 1987 — Христиане — присяжный заседатель
- 1989 — Женщины, которым повезло — Павел Эдуардович, режиссёр
- 1989 — Свет вечерний
- 1990 — Канувшее время — бывший зам. министра
- 1990 — Арбатский мотив — Григорий Валентинович, коннозаводчик
- 1991 — Откровение Иоанна Первопечатника
- 1992 — На полустанке (короткометражный) — начальник станции
- 1993 — Серые волки — М. А. Суслов
- 1993 — Троцкий — Л. Д. Троцкий
- 1994 — Мастер и Маргарита — Григорий Данилович Римский, финдиректор Варьете
- 1996 — Ермак — Семён Строганов
- 1998 — Чехов и Ко — Перегарин Парфений Саввич, гость (серия «Гость»); газетчик (серия «Актёрская гибель»); Иван Гурьевич Жилин, секретарь съезда (серия «Сирена»)
- 1998 — Гамильтон[англ.] (Швеция) — министр
- 2000 — Бременские музыканты & Co — Петух-старший
- 2001 — Нина. Расплата за любовь
- 2001 — Дракоша и компания — Чимурин
- 2001 — Сыщики — Соломонов
- 2001 — Часы без стрелок — управдом
- 2001 — Сдвинутый — дядя Лёня
- 2002 — Подмосковная элегия — Борис Давыдов
- 2002 — Возьми мою душу — Иван Ионов
- 2002 — Кодекс чести-1 — старик
- 2002 — Маска и душа — харьковский цензор
- 2002 — Театральный роман — старейшина в пенсне
- 2003 — Сны о пятом времени года
- 2003 — Тотализатор — мастер автобазы
- 2003 — Сыщик без лицензии — Савелий Трошкин (фильм 5: «Однажды в юбилей»)
- 2004 — Слепой — Иосиф Михайлович Домбровский
- 2004 — МУР есть МУР — дядя Яша Гольдин
- 2004 — Лесная царевна — Леший
- 2004 — Ангел пролетел — Иван Сергеевич, главврач-хирург
- 2004 — Близнецы — Карл Раймондович Пылс, ветеринар
- 2004 — Полный вперёд — Мичурин, садовод-любитель
- 2005 — Адъютанты любви — Карл, слуга
- 2005 — КГБ в смокинге— М. А. Суслов
- 2005 — Дети Ванюхина — Петр Клаус, отец Генриха
- 2005 — Белая гвардия (телеспектакль) — Максим
- 2005 — Две судьбы 3
- 2005 — Рекламная пауза — Евгений Петрович, «олигарх на пенсии»
- 2005 — Самая красивая — батюшка Антон
- 2006 — Убойная сила 6 — профессор Дмитрий Петрович Кащеев
- 2006 — День Победы — Алексей Привалов, ветеран
- 2006 — Счастье по рецепту — Люсик, китобой, друг Евгении
- 2006 — Потерянные в раю — отец Эрнестины
- 2006 — Сыщики 5 — Костиков
- 2007 — На пути к сердцу
- 2007 — Репортёры — Зебриньш
- 2007 — День гнева — Балдин
- 2007 — Джоконда на асфальте — бомж, «начальник ДЭЗа»
- 2007 — Капкан — Александр Петрович Поздняков, сосед
- 2007 — Маршрут — Ханс, немецкий археолог
- 2007 — Фитиль
- 2008 — Один день — Лев Тимофеевич
- 2008 — Почтальон
- 2008 — Продолжение следует — актёр, играющий Владлена Петрова
- 2009 — Брак по завещанию — Грэхем
- 2009 — Офицеры 2 — профессор
- 2010 — Подарок судьбы — Степан Дмитриевич, отец Кати
- 2010 — Энигма (14 серия) — лесник
- 2010 — На солнечной стороне улицы — Владимир Кириллович, художник
- 2011 — Первая осень войны — дед
- 2012 — За Маркса… — Сергей Викторович
- 2013 — Weekend — аудитор

#### Озвучивание мультфильмов
- 1962 — Дикие лебеди — Монах
- 1974 — Волшебник Изумрудного города (9-я и 10-я серии) — Фиолетовый король
- 1974 — Загадочная планета — Дрон, слуга Мага Мрака
- 1974 — Приключения Мюнхаузена. Чудесный остров — чернобородый пират / вокал
- 1978 — Златовласка — читает текст
- 1986 — Площадь картонных часов
- 1988 — КОАПП. Кошмар на Амазонке — крокодил
- 1988 — Правитель Турропуто
- 1989 — Как Иван-молодец царску дочку спасал — читает текст
- 1991 — Большая полицейская сказка — читает текст
- 1991 — Николай Угодник и охотники — Николай Угодник

### Озвучивание фильмов
- 1960 — Привидения в замке Шпессарт (нем. Das Spukschloß im Spessart; ФРГ) — принц Калака (роль Ганса Кларина)
- 1983 — Сказка странствий — прокурор (роль Жана Лорина Флореску)
- 1997 — Ветер над городом (Греция, Россия, Франция) — Месмер, актёр и режиссёр (роль Зиновия Гердта)